# Tan Kim Seng

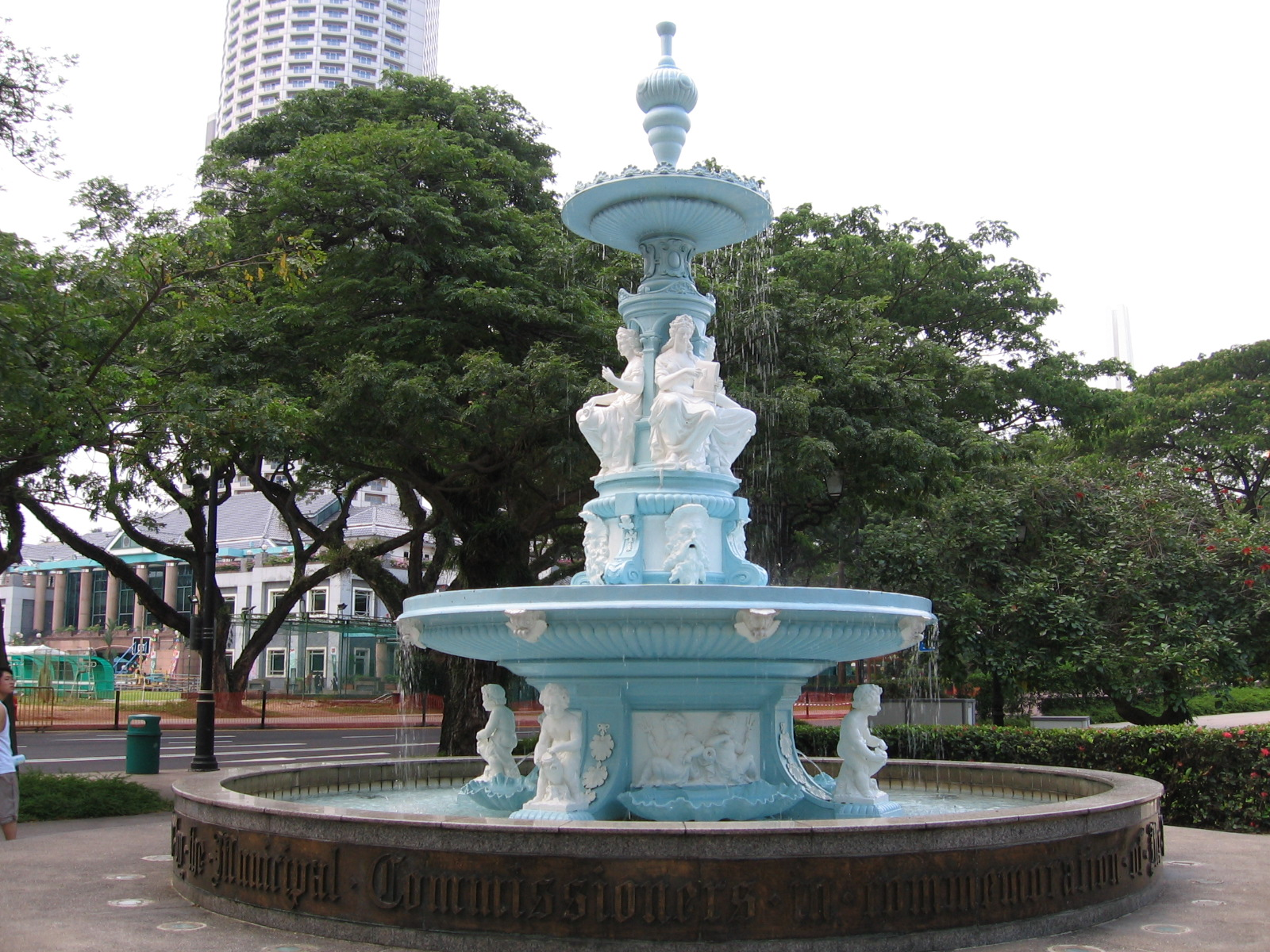
Tan Kim Seng Fountain in Esplanade Park (2006)

Tan Kim Seng (chinesisch 陈金声, Pinyin Chén Jīn Shēng, Pe̍h-ōe-jī Tân Kim-seng; * 1805 in Malakka; † 1864) war ein prominenter Peranakan-Kaufmann, Unternehmer, Jurist und Philanthrop in Singapur während des 19. Jahrhunderts.

## Werdegang
Tan Kim Seng wurde 1805 als Sohn von Tan Swee Poh (chinesisch 陳瑞布, Pinyin Chén Ruìbù) in Malakka auf der Malaiischen Halbinsel geboren, die damals noch zum Großteil unter niederländischer Kontrolle stand. Er war der Enkel von Tan Sin Liew (chinesisch 陳臣留, Pinyin Chén Chénliú), einem der ersten Siedler in Malakka. Über seine Jugendjahre ist nichts bekannt. Tan kam nach Singapur, wo er als Händler tätig war. 1840 gründete er sein Unternehmen Kim Seng and Company, mit welchem er zu seinen Lebzeiten ein großes Vermögen anhäufte.
Um das öffentliche Wohl zu verbessern, finanzierte er unter anderem eine China Free School, unterstützte das Tan Tock Seng Hospital (TTSH) und verbesserte die öffentliche Wasserversorgung in Singapur. Tan spendete reichlich für den Bau und die Instandhaltung einer Schule für Jungen, besser bekannt als das Chui Eng Institute (chinesisch 萃英書院, Pinyin Cuìyīng Shūyuàn). An der Schule wurde von Anfang an Hokkien unterrichtet. Sie zählte zu den besten Schulen ihrer Zeit. Im Jahr 1857 spendete er 13.000 Dollar für den Bau des ersten öffentlichen Wasserkraftwerks in Singapur, um eine bessere Süßwasserversorgung der Stadt zu gewährleisten. Im Gedenken an diese Spende wurde die Tan Kim Seng Fountain durch die Municipal Commissioners errichtet. Allerdings wurde damals die Spende durch einen Regierungsingenieur verschwendet, als dieser annahm, dass das Wasser durch die Wasserleitungen bergauf fließen würde. Der Brunnen wurde ursprünglich 1882 am Fullerton Square aufgestellt. 1905 wurde der Standort des Brunnens an die Battery Road verlegt und 1925 in den Esplanade Park, wo der Brunnen heute noch steht.
Tan war der erste Magistrat chinesischer Abstammung in Singapur. Er war ein anerkannter chinesischer Führer in Singapur und Malakka. Nach dem Tod seines Vaters wurde er 1850 Friedensrichter. Im Jahr 1857 wurde er als erster Asiate in die Municipal Commission berufen. Seine zahlreichen Beiträge zur Gesellschaft umfassen auch seine Mitwirkung an der Niederschlagung der Hokkien-Teochew-Unruhen im Jahr 1854, die zwischen den Gemeinden der Hoklo (Hokkien) und den Teochew-Chinesen vorherrschten.
Tan gab auch verschwenderische Partys, zu denen Europäer sowie andere prominente Mitglieder der Singapur-Gesellschaft, unabhängig ihrer Rassenzugehörigkeit, eingeladen waren. Ein europäischer Gast, der an seinem ersten Ball teilnahm, sagte über das Fest folgendes:

“It was a chaos of dainties, each more tempting than the other. All the fruits of the Indian Archipelago, of India, China and the West – some in their natural state, others exquisitely preserved – were piled around us.”

„Es war ein Wirrwarr von Köstlichkeiten, jede verführerischer als die andere. Alle Früchte des Indonesischen Archipels, von Indien, China und dem Westen – einige in ihrem natürlichen Zustand, andere exquisit zubereitet – waren um uns gestapelt.“

## Vermächtnis
Tan ließ eine Straße im River Valley erbauen, die noch heute seinen Namen trägt – Kim Seng Road. Diese Straße führte durch das Anwesen von Tan. Die Jiak Kim Street und die Jiak Chuan Road wurden nach zwei seiner prominenten Enkel, Tan Jiak Kim (chinesisch 陳若錦, Pinyin Chén Ruòjǐn) und Tan Jiak Chuan (chinesisch 陳若銓, Pinyin Chén Ruòquán), benannt. Die Kim Seng Road ist bei den Hokkiens als hong hin lo (dt.: „Hong Hin Straße“) bekannt. "Hong Hin" war die Bezeichnung des offiziellen Stempels von Tan.
Auf einem der letzten Grundstücke, die der Familie Tan in dem Gebiet gehörten, stand das Haus Panglima Prang (dt.: Flottenadmiral) an der River Valley Road. Es war das frühe Heim von Tan Jiak Kim. Das Haus wurde in den 1860er Jahren erbaut und im Jahr 1982 abgerissen.
Die Kim Seng Bridge über den Singapore River, welche Teil der Kim Seng Road ist und die River Valley Road mit der Havelock Road verbindet, ließ Tan als erstes erbauen. Sie wurde nach ihm benannt. Die Kosten für den Bau der ursprünglichen Brücke, sowie einer anderen, im Jahr 1862 in Malakka erbauten, die auch seinen Namen trägt und vom Gouverneure des Straits Settlements William Orfeur Cavenagh eröffnet wurde, wurden von Tan getragen. Die Brücke wurde zwischen 1950 und 1951 erneuert.